# Evald Segerström
Albert Evald Segerström, född 14 maj 1902 i Jonsberg, Norrköpings kommun, död 13 mars 1985 i Falun, var en svensk gångare. Han tävlade för Fredrikshofs IF.

## Meriter
Segerström tävlade för Sverige vid olympiska sommarspelen 1936 i Berlin, där han slutade på 11:e plats i herrarnas 50 kilometer gång.
Segerström vann SM på 3 mil 1936 och SM på 5 mil 1937. Han vann även SM i lag på 3 mil 1934 (med Segerström, Fridolf Johansson och Gunnar Jönning) och 1935 (med Jönning, Segerström och Dick Lööf) samt på 5 mil 1937 och 1941.
Vid Europamästerskapen i friidrott 1938 i Paris slutade Segerström på 6:e plats på 50 kilometer gång.
Han fick 1937 motta hederstecken av Svenska Gång- och Vandrarförbundet.